# Cepillo carpintero japonés

Uso del guillame japonés.

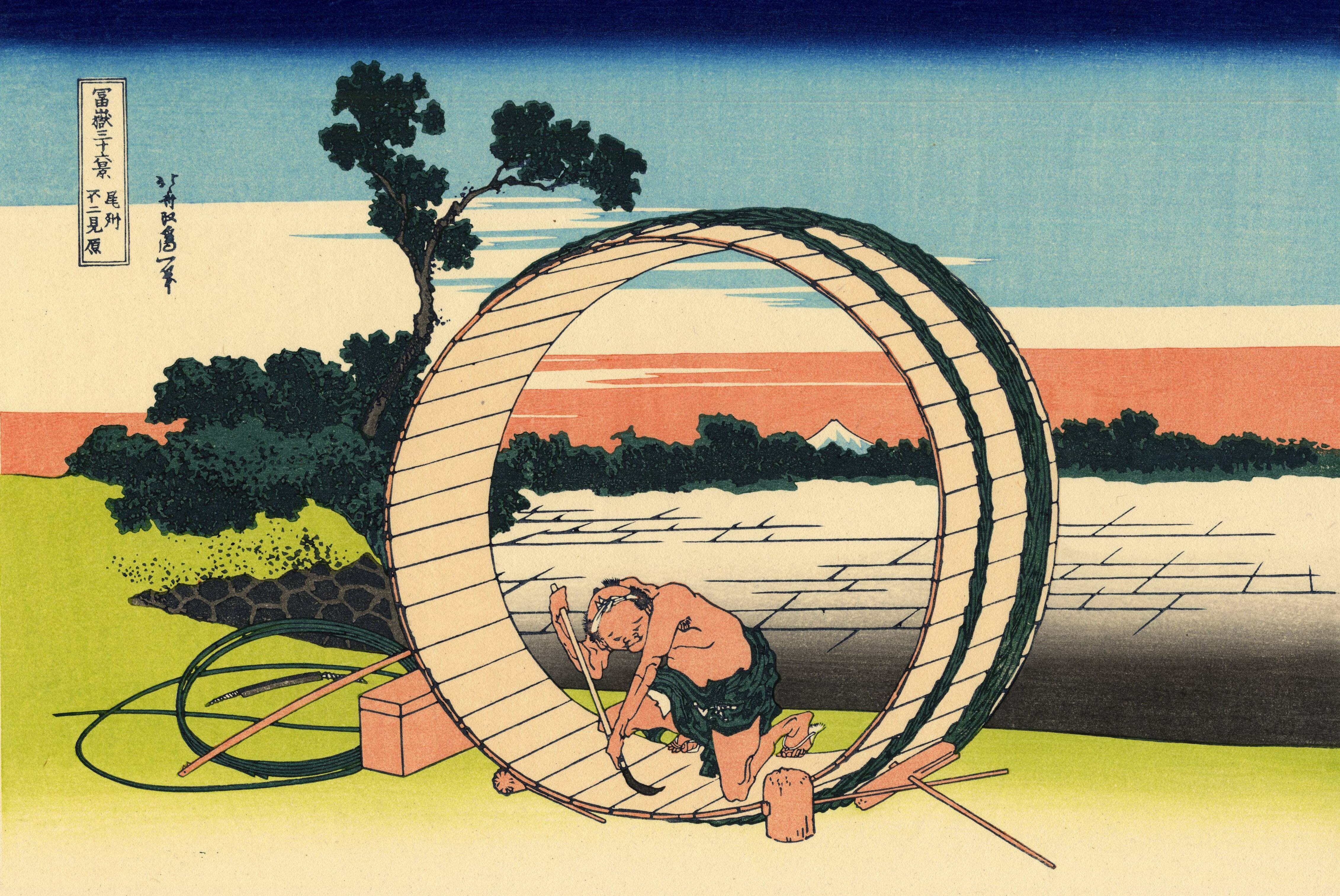
Tonelero japonés usando un yariganna o guillame lanza.

El cepillo carpintero  japonés ( kanna (鉋kanna'?)鉋), es un tipo de cepillo carpintero que corta en el tiro y no en el empuje a diferencia de los cepillos de occidente. Están hechos de madera dura, normalmente de roble japonés blanco o rojo. La hoja de hierro y acero laminado es gruesa en comparación con las occidentales. Con forma trapezoidal, grueso en la parte externa y de un grosor reducido hasta llegar al filo, la hoja es al mismo tiempo una cuña puesto que encaja en una muesca hecha para ese propósito en el cuerpo el guillame. Esto elimina la necesidad de una cuña extra para fijar la hoja, como en la mayoría de los guillames tradicionales. El rompevirutas se mantiene fijo solo con un clavo insertado a distancia y perpendicularmente al eje de la hoja principal. El rompevirutas no inicia grueso y termina delgado como la hoja, en su lugar tiene orejillas dobladas que se sostienen en ella. Los rompevirutas fueron introducidos a Japón relativamente reciente, durante el periodo Meiji. Las bases de los guillames japoneses también tienen diferentes características para diversas funciones. El aparentemente sencillo diseño, no muestra el alto grado de complejidad existente.

## Tipos
- Hira ganna (平鉋Hira ganna'?) (平鉋) es el tipo más común de guillames planos utilizados para alisar madera. Hay varios tipos dependiendo del tipo de acabado:
  - Ara shikō ganna (荒仕工鉋Ara shikō ganna'?) (荒仕工鉋) usada para la primera mano.
  - Chū shikō ganna (中仕工鉋Chū shikō ganna'?) (中仕工鉋).
  - Jō shikō ganna (上仕工鉋Jō shikō ganna'?) (上仕工鉋).
  - Shiage ganna (仕上げ鉋Shiage ganna'?) (仕上げ鉋) usada para acabados.
- Kiwa ganna (際鉋Kiwa ganna'?) (際鉋) es un guillame con la hoja inclinada y en el centro.
- Mizo ganna (溝鉋Mizo ganna'?) (溝鉋) es un guillame acanalado utilizado para cortar kamoi y shikii (véase fusuma).
- Sori kanna (反り鉋Sori kanna'?) (反り鉋) es un guillame con una base convexa, usado para tallar superficies curvas.
- Dainaoshi ganna (台直し鉋Dainaoshi ganna'?) (台直し鉋) se utiliza para alisar la superficie de otros guillames. La hoja se mantiene a 90° de la base.
- Yari ganna (槍鉋Yari ganna'?) (槍鉋) es un guillame con forma puntiaguda, es el que se utilizaba originalmente en la construcción de los edificios más antiguos. Se empezó a utilizar de nuevo  en la construcción de templos.
- Nankin kanna (南京鉋Nankin kanna'?) (南京鉋) es una argallera con dos mangos.
- Tsuki kanna (突き鉋Tsuki kanna'?) (突き鉋) es un guillame de empuje. Este tipo de guillames existieron históricamente en Japón.

Los cambios de nombre de kanna a ganna se debe a rendaku.